# Quercus grisea
Quercus grisea es una especie arbórea de la familia de las fagáceas. Está clasificada en la Sección Quercus, que son los robles blancos de Europa, Asia y América del Norte. Tienen los estilos cortos; las bellotas maduran en 6 meses y tienen un sabor dulce y ligeramente amargo, el interior de la bellota tiene pelo. Las hojas carecen de una mayoría de cerdas en sus lóbulos, que suelen ser redondeados. Es endémica de las regiones montañosas centrales del sur de América del Norte. Se hibrida con otras cuatro especies de roble, donde los hábitats de cada especie se superponen, con Quercus arizonica, Quercus gambelii, Quercus mohriana y Quercus pungens.

## Distribución
El roble gris se encuentra en Texas, hacia el oeste en las montañas del centro y el sur de Nuevo México, centro y sudeste de Arizona y el norte de México. Aunque en general escasos, es común en el Trans-Pecos región de Texas.

## Descripción
Este roble puede crecer como un arbusto con tallos múltiples en situaciones más secas, pero donde la precipitación es suficiente, va creciendo para ser un árbol de tamaño medio que alcanza un tamaño de hasta unos veinte metros con una corona irregular de ramas retorcidas. El tronco es de hasta sesenta centímetros de diámetro con corteza de color gris claro que es fisurada y agrietada en placas pequeñas. Las ramas son fuertes y de un color rojizo-marrón claro, cubierto con pelos grisáceo. Las hojas son alternas, coriáceas, ovadas largas, enteras o con algunos dientes gruesos. Son de color verde grisáceo por encima y fieltrado debajo y pueden caer en tiempos de sequía invernal. Los amentos masculinos son de color verde amarillento y las flores femeninas están en pequeñas espigas que crecen en las axilas de las hojas y aparecen en primavera, al mismo tiempo que las nuevas hojas. Las tazas de la bellota son escamas, cubiertas a la mitad de pelos finos, las bellotas crecen solas o en parejas y son de color marrón claro.

## Hábitat
El roble gris se produce de 1.500 a 2.500 metros sobre el nivel del mar, donde crece en los valles y en las crestas, en laderas rocosas y en las orillas de los arroyos. Florece en condiciones semiáridas caracterizadas por inviernos suaves, primaveras y veranos secos y calurosos. Se puede propagar asexualmente a través del surgimiento de brotes de raíz y puede formar matorrales. Crece en asociación con otros robles, especies de enebro, piñón mexicano (Pinus cembroides), pino piñonero (Pinus edulis) , Fendlera rupicola, Salvia ramosissima, Arbutus xalapensis, Mahonia fremontii, Artemisia ludoviciana y Yucca elata.

## Taxonomía
Quercus grisea fue descrita por Frederik Michael Liebmann y publicado en Oversigt over det kongelige danske videnskabernes selskabs forhandlinger og dets medlemmers arbeider. 1854: 171. 1854.
Etimología
Quercus: nombre genérico del latín que designaba igualmente al roble y a la encina.
grisea: epíteto latíno que significa "de color gris".
Sinonimia
- Quercus undulata var. grisea (Liebm.) Engelm.[6][7]